# Gagra
Gagra er en by i den vestlige del af Georgien. Den ligger i det område, der tilhører den autonome republik Abkhasien. Byen dækker 772,41 km² ved foden af Kaukasus ud mod den nordøstlige kyst af Sortehavet. Klimaet er subtropisk, og det gør, at Gagra er et tiltrækkende turistmål. Allerede mens landet tilhørte Sovjetunionen, blev byen brugt til ferieophold for personer, regimet ønskede at belønne.
I 1989 havde Gagra et indbyggertal på 26.636, men dette tal er dalet drastisk på grund af georgiernes masseflugt efter krigen i Abkhasien i 1990'erne. Derfor kendes det nuværende indbyggertal ikke. Krig og økonomisk nedgang har været hård ved infrastrukturen omkring turismen, men meget af stemningen fra da Gagra hørte til USSR kan stadig spores. Flere af Sovjetunionens generalsekretærer foretrak, at holde deres ferier i området.